# Lidia Gueiler Tejada
Lidia Gueiler Tejada (Cochabamba, 28 agosto 1921 – La Paz, 9 maggio 2011) è stata una politica boliviana. È stata Presidente della Bolivia ad interim dal 16 novembre 1979 al 17 luglio 1980. È stata la prima donna ad avere ricoperto l'incarico di capo di Stato in Bolivia e la seconda di tutto il continente americano, dopo Isabelita Perón.

## Biografia
Nel 1948 Lidia Gueiler Tejada aderì al Movimento Nazionalista Rivoluzionario (MNR) e appoggiò attivamente la rivoluzione del 1952. Nel 1953 fu accusata di cospirare per uccidere il presidente Víctor Paz Estenssoro. A seguito di ciò venne mandata, con incarico diplomatico, in Germania Ovest, Colombia e Venezuela. Dal 1956 al 1964 è stata membro del Congresso. Nel 1979 divenne presidente della Camera dei Deputati.
Il 1º novembre 1979, il gen. Alberto Natusch Busch rovesciò il governo di Wálter Guevara Arze con un sanguinoso colpo di Stato. Come reazione si ebbe una sollevazione popolare comandata dal movimento Central Obrera Boliviana (COB). A sua volta, il governo golpista reagì ancora più violentemente uccidendo più di 100 persone e facendone scomparire altre 30. 16 giorni dopo, la resistenza popolare obbligò il governo golpista alle dimissioni e a cedere il potere al Congresso.
Lidia Gueiler venne quindi eletta Presidente Costituzionale ad interim della Repubblica fino alle elezioni che si svolsero il 29 giugno 1980.
Il 7 giugno 1980, un militare tentò di assassinare Lidia Gueiler nella residenza presidenziale. L'omicidio fu sventato da un suo collaboratore.
Le elezioni vennero svolte, ma una settimana dopo vi fu un nuovo colpo di Stato di destra organizzato dal generale, suo cugino, Luis García Meza Tejada. Lidia Gueiler di rifugiò in Francia dove rimase fino al termine della dittatura.
In seguito si è ritirata completamente dall'attività politica. Si è comunque occupata di diritti umani, in particolare dei diritti delle donne, diventando anche presidente dell'organizzazione internazionale sudamericana Comisión Interamericana de Mujeres. Nel giugno 2009, ha accettato il ruolo di presidente onorario della Human Rights Foundation in Bolivia.
È morta nel 2011 all'età di 89 anni.